# Аксиоматическая квантовая теория поля
Аксиоматическая квантовая теория поля (Аксиоматическая теория поля) — подход в квантовой теории поля, основанный на использовании физических аксиом,
сформулированных в строгой математической форме.
Его достоинством является то, что он позволяет дедуктивным методом, в качестве следствий соответствующих теорем (например, теоремы о связи спина со статистикой и CPT-теоремы), вывести наблюдаемые экспериментально физические следствия, вытекающие из физических представлений о пространстве-времени, сформулированных в виде математических аксиом и, таким образом, проверить сами эти исходные представления. Также он позволяет логически проверять и уточнять при необходимости исходные положения квантовой теории поля.
Его недостатком является то, что кроме теоремы о связи спина со статистикой и CPT-теоремы, из него не удаётся получить других
конкретных, проверяемых на опыте, следствий (например, не удаётся построить теорию взаимодействующих полей а также нетривиальную теорию S-матрицы).
В аксиоматической квантовой теории поля, как правило, используется квантовомеханическое представление Гейзенберга, в котором зависимость от времени описывается операторами, а векторы состояний не зависят от времени.

## Аксиомы квантовой теории поля

### Связь между математическими объектами и физическими наблюдаемыми
Состояния физической системы описываются нормированными лучами в оснащённом гильбертовом пространстве с положительно определённой метрикой. Каждой измеряемой физической величине {\displaystyle a} ставится в соответствие самосопряжённый оператор {\displaystyle A}. Если величине {\displaystyle a} соответствует оператор {\displaystyle A}, то величине {\displaystyle f(a)} соответствует оператор {\displaystyle f(A)}.

### Релятивистская инвариантность
Средние значения физических наблюдаемых {\displaystyle {\bar {a}}=(\Psi ,A\Psi )} не изменяются относительно собственных преобразований Пуанкаре. Векторы состояний преобразуются по представлениям универсальной накрывающей группы Пуанкаре (теорема Баргмана-Вигнера).

### Постулат локальности
Постулат локальности является выражением релятивистского принципа причинности. Измерения составляющих поля в точках, разделённых пространственно-подобным интервалом, независимы. Математически это означает, что операторы поля в точках, разделённых пространственно-подобным интервалом, либо коммутируют, либо антикоммутируют между собой.
{\displaystyle \left[\varphi _{j}(x),\varphi _{k}(y)\right]_{\pm }=\left[\varphi _{j}(x),\varphi _{k}^{*}(y)\right]_{\pm }=0} при {\displaystyle (x-y)^{2}<0}
Здесь знак коммутации «-» соответствует тензорному бозонному полю, знак антикоммутации «+» соответствует спинорному фермионному полю (теорема о связи спина со статистикой).

### Принцип спектральности
Представление универсальной накрывающей группы Пуанкаре, которое реализуется в гильбертовом пространстве векторов состояния,
разлагается на неприводимые представления лишь трёх классов:
- {\displaystyle P^{2}=m^{2}>0,P_{0}>0} — элементарные частицы с положительной массой.

- {\displaystyle P^{2}=0,P\neq 0,P_{0}>0} — элементарные частицы с нулевой массой.

- {\displaystyle P=0} — все унитарные представления этого класса, кроме тождественного, бесконечномерны. Тождественное представление соответствует вакууму.

Здесь {\displaystyle P^{2}} — квадрат оператора четырёхмерного импульса, {\displaystyle m} — масса элементарной частицы, {\displaystyle P_{0}} — первая компонента оператора четырёхмерного импульса.

## Нерешённые проблемы аксиоматической квантовой теории поля
- Основная проблема аксиоматической квантовой теории поля. Неизвестна теория, удовлетворяющая всем аксиомам аксиоматической квантовой теории поля и описывающая взаимодействующие поля и нетривиальную матрицу рассеяния[13].
- Неизвестно описание класса обобщённых функций {\displaystyle F_{4}}, удовлетворяющих условию для двухточечной функции Уайтмана[14]:{\displaystyle \int \int \int f(x_{2},x_{1})f(x_{3},x_{4})F_{4}(x_{1}-x_{2},x_{2}-x_{3},x_{3}-x_{4})\prod _{i=1}^{4}d^{4}x_{i}\geqslant 0}.

## Подходы к построению аксиоматической квантовой теории поля
Существует два основных подхода, обеспечивающих точную математическую формулировку и аксиоматизируемость квантовой теории поля: алгебраический и топологический.

### Функториальнаяквантовая теория поля (FQFT)
FQFT формализует картину Шредингера квантовой механики (обобщенной на квантовую теорию поля), где пространства квантовых состояний присваиваются пространству, и где линейные отображения присваиваются траекториям или пространственно-временной интерполяции между этими пространствами.